# とがしやすたか
とがし やすたか（1959年11月18日 - ）は日本の漫画家。東京都北区出身、血液型はO型。

## 概要
小池一夫主宰の劇画村塾出身（3期生）。1985年にグラビア誌掲載の『青春劇場－海－』でデビュー。当初のペンネームは「ピストンやすたか」であったが、1990年から現在のとがしやすたかに変更した。
代表作は『青春くん』、『竹田副部長』、『男のいろは』など。『青春くん』は1989年から2006年までの長期連載で、最終回を迎えたが、程なく題名を『新 青春くん』としただけで登場人物も変わらず2008年のヤンサン休刊まで続いた。
作風は下ネタを扱った4コマ漫画が多く、モテない男の哀愁、童貞の妄想やオナニー、キャバクラネタなどが多い。性行為を描いても絵柄のせいかあまり猥褻には見えない。漫画以外に挿絵も多数手掛けている。なお、ピストンやすたか時代の『青春劇場』を原作として山本直樹が同名の短編を描いた。
趣味は酒、キャバクラ、夜のパトロール、ゴルフ、バレーボール、バスケットボールなど。
劇画村塾の同期生だった堀井雄二がドラゴンクエストの製作に取り掛かる際（丁度とがしがデビューする前後の時期と思われる）、シナリオやダイアローグ、マップの作成補助や各種資料の整理を行うアシスタントが必要となった為とがしに声をかけたが、とがしは「あー、俺ゲームとか良く分かんないっス」とあっさり断ってしまった。その後そのソフトが社会現象となるほど大ヒットして、とがしは「あの時断っていなければ……」とかなり後悔した。また、「堀井がキャバクラにはまっている」という噂が流れた際、とがしは堀井本人に事実確認の電話をしている。
名前を音だけで聞いた一般人からは同じ漫画家の冨樫義博と間違われることが多く、「西原理恵子の人生画力対決」では「親戚やら遠縁やらのサインちょーだいはね100％間違い」と語る姿が描かれている。
東京芸術大学油絵学科を目指して五浪していた。

## 主な作品
- 青春くん - ヤングサンデー連載
  - 新 青春くん - ヤングサンデー連載
  - 大人の青春くん - ビッグコミックスペリオール連載中
- 竹田副部長 - スーパージャンプ連載
  - 竹田役員待遇 - グランドジャンプ連載
- ライブガーデン・リーチくん - 五月女総合プロダクトのサイトにて連載中
- わしらやましい探検隊 - 週刊アサヒ芸能連載、木村和久共著
- ぶらり艶旅 - FLASH連載中、木村和久共著
- しんさくヤルノート - 裏モノJAPAN連載中
- 純情くん - 週刊実話連載
- 男のいろは - モーニング
- さわやかくん - 徳間書店
- 8%のしあわせ - ぶんか社
- 青春劇場 - 青林堂
- 私立探偵 村田三郎 - 主婦と生活社/宙出版
- 爆発劇場 - 集英社
- 闘え!サラリーマンくん - JICC出版局
- 友情くん - 竹書房
- とがしやすたかの男子の本懐 - 太田出版
- キャバレンジャーZ -夜のパトロール戦隊- - 双葉社
- オヤジ搾り - みこすり半劇場掲載
- ニッポン!ちゃちゃちゃのチャ!! - 週刊現代掲載
- 素浪人花山金三郎 - 時代劇漫画 刃-JIN- 2008年5月終了
- パチンコ店長下小丸くん - 2007年10月終了